# Лъв I Тракиец
Флавий Валерий Лъв (на латински: Flavius Valerius Leo), известен като Лъв I Тракиец (на гръцки: Λέων ο Θράξ), също още и като Лъв Бес или Лъв Велики, е византийски император, управлявал Източната Римска империя от 457 до 474 година. Поставя началото на т.нар. Тракийска династия.

## Произход и възкачване на престола
Родом от тогавашната провинция Дакия Аврелиана (предишната провинция Мизия) със столица дн. София, родът на Лъв произхождал от романизираното тракийското племе беси. Идвайки в Константинопол на младини първоначално отворил месарница, където работил заедно с жена си Верина и получил прозвището Макела (месаря), но по-късно постъпил в армията. Преди възкачването си Лъв служи в столичната гвардия и заема длъжността комит.
Лъв Тракиец е последен от серията императори, дошли на власт благодарение на алана Аспар (военен магистър), който посочва за наследник именно Лъв, един от своите подчинени, тъй като разчитал той да управлява съгласно волята му. Опрян на варварските наемници, Аспар е скритата сила зад трона, но сам той няма изгледи да бъде признат за император, понеже е с неримско потекло, а и изповядва арианската ерес.
Коронацията на Лъв за владетел е първата, която включва църковна церемония. Тя е извършена на 7 февруари 457 г. от константинополския патриарх Св. Анатолий I. Преди този акт традицията повелява владетелят да получи диадема от по-висш военен, да е вдигнат на щит или акламиран от войската, народа и сената. Новата церемония на „венчание за царството“, при която главата на Църквата, т.е. патриарха, увенчава с корона новия владетел, става неотменна при встъпването на трона на следващите императори, а и на всички християнски самодържци, за да има легитимност и божествено изхождение на властта им.

## Управление
В първите години позицията на Аспар е много силна, но Лъв I е несъгласен да остане задълго негова марионетка на трона и сключва съюз с полунезависимото анадолско племе на исаврийците, населяващо планините на Северна Сирия. Лъв включва много от исаврийците във войската и започва да ги фаворизира и ги противопоставя на готските наемници, с което в крайна сметка императорът успява да намали влиянието на Аспар. Цената на този съюз е сватбата на дъщерята на Лъв I – Елия Ариадна за Тарасикодиса, лидер на исаврийски клан. Под името Зенон той става военачалник и впоследствие наследява императорската власт през 474 година.
При император Лъв Тракиец е реформирана и дворцовата охрана на владетеля – предишната гвардия на палатинските схоли е заменена с нова такава, а именно тази на екскубиторите (на латински: excubitores), или ескувити, съществувала сл. ок. 468 г. докъм средата на VIII век и първоначално попълвана главно от исаврийци.
По време на управлението на Лъв I Балканите са опустошавани няколко пъти и отново от хуните (ок. 466 г.), а по-късно и от вестготите. Все пак тези нападатели са неспособни да превземат Константинопол благодарение на стените му, които са възстановени и подсилени от умели инженери при управлението на Теодосий II. В началото на 70-те г. се водят и няколко второстепенни конфликта в Кавказ и на арабската граница.
Управлението на Лъв I също е забележително и заради влиянието му в разпадащата се Западна Римска империя, белязано с назначаването на Антемий за император на Западната империя през 467 г., след период на междуцарствие. Лъв се опитва да отбележи политически успех с мащабна военноморска експедиция срещу вандалите в Северна Африка, организирана през 468 г., съвместно със Западната империя. Това е един от най-големите военноморски десанти в историята на човечеството. Въпреки това обаче вандалите побеждават чрез коварство неспособния шурей на Лъв – командващия похода Василиск. Провалът на акцията е катастрофа, която лишава империята, както от военна сила и пари, така и от способността през следващите десетилетия да действа активно срещу варварите в Средиземноморието. Близо половината боен флот на империята бива унищожен. Загубите възлизат на 9 млн. златни солида и 600 кораба.

### Борба с готската фракция
Вътрешното спокойствие на Източната Римска империя през 70-те години на 5 век бива нарушено от борбите между различни фракции във войската, след като Лъв I Тракиец предприема решителни мерки, за да намали политическото влияние на готско-аланските наемници и военния магистър Аспар. Тази политика не съвпада с очакванията на неримските войски, които съставляват по-голямата част от имперската армия, особено в придунавските провинции (Мизия), където готите имат неформалнен статут на независимо население.
През 470 г. Аспар успява да принуди императора да обяви сина му Патрикий за цезар, зет и престолонаследник, но това води до бунт сред народа на Хиподрума в столицата, понеже Патрикий е арианин и полу-варварин. Това се случва не без одобрението и подбудата от страна на имперското правителство. Не след дълго (471 г.), Аспар и синът му Ардабур са издебнати и убити от придворни евнуси в императорския палат, безспорно като резултат на заговор от страна на императорския двор. Този атентат, последван от гонение на арианите, поддържащи Аспар, скоро довежда до открит бунт сред варварските федерати. На Балканите се разразява истинска вътрешна война между имперските сили, подкрепени от исаврийски контингенти, срещу войските на готската фракция. В 471 г. готите под ръководството на Теодорих Страбон опустошават околностите на Филипопол и превземат Адрианопол преди да бъдат спрени от пълководците Зенон и Василиск.
Безмилостната разправа на императора с опонентите му спечелва прякора Macellus (от гръцки: ὁ Μακέλλης – „Касапинът“) сред жителите на Константинопол.

### Късен период на управлението
Голямото влияние на император Лъв на Запад проличава отново, когато остготският крал Теодорих Велики е призован на съд в Константинопол. Там той влиза в дворцовите кръгове, усвоява римската култура и военна тактика, като след години се връща в Италия, за да стане остготски крал.
Междувременно, поради провала на войната срещу вандалите, западният император Антемий е свален от варварските наемници на Рицимер през 472 г., а в Италия цари безвластие – тронът остава незает и за кратко време там се изреждат няколко от т.нар. „призрачни императори“ – поставени от варварските армии самозванци, притежаващи малко или никаква власт. През 474 г. Лъв I назначава за приемник на запад управителя на Далмация – Юлий Непот, който също е прогонен от варварите в следващата година.
Лъв I умира от дизентерия на 73 години на 18 януари 474 година. Наследен е от петгодишния си внук Лъв II. Византийските хронисти считат Лъв Тракиец за един от сполучливите владетели на империята, въпреки многобройните пропуски на управлението и личността му.

## Светец на православната църква
Православната църква почита император Лъв I като светец на 20 януари, под името Лъв Велики, Изповедник. Споменава се като съвестен труженик и войн, но и ревностен християнин. На неговата заповед дължим утвърждаването на неделята като неработен ден. Според легендата, когато бил още войник Лъв среща слепец на когото дава вода и той проглежда; Лъв чува тайнствен глас, който му казва, че ще стане император и ще издигне храм на мястото. С това чудо възниква християнското честване и храма на Свети Животворен Източник (Теотокос) отбелязван на 4 април по православния църковен календар.